# Elisabeth-II.-Statue (Gravesend)

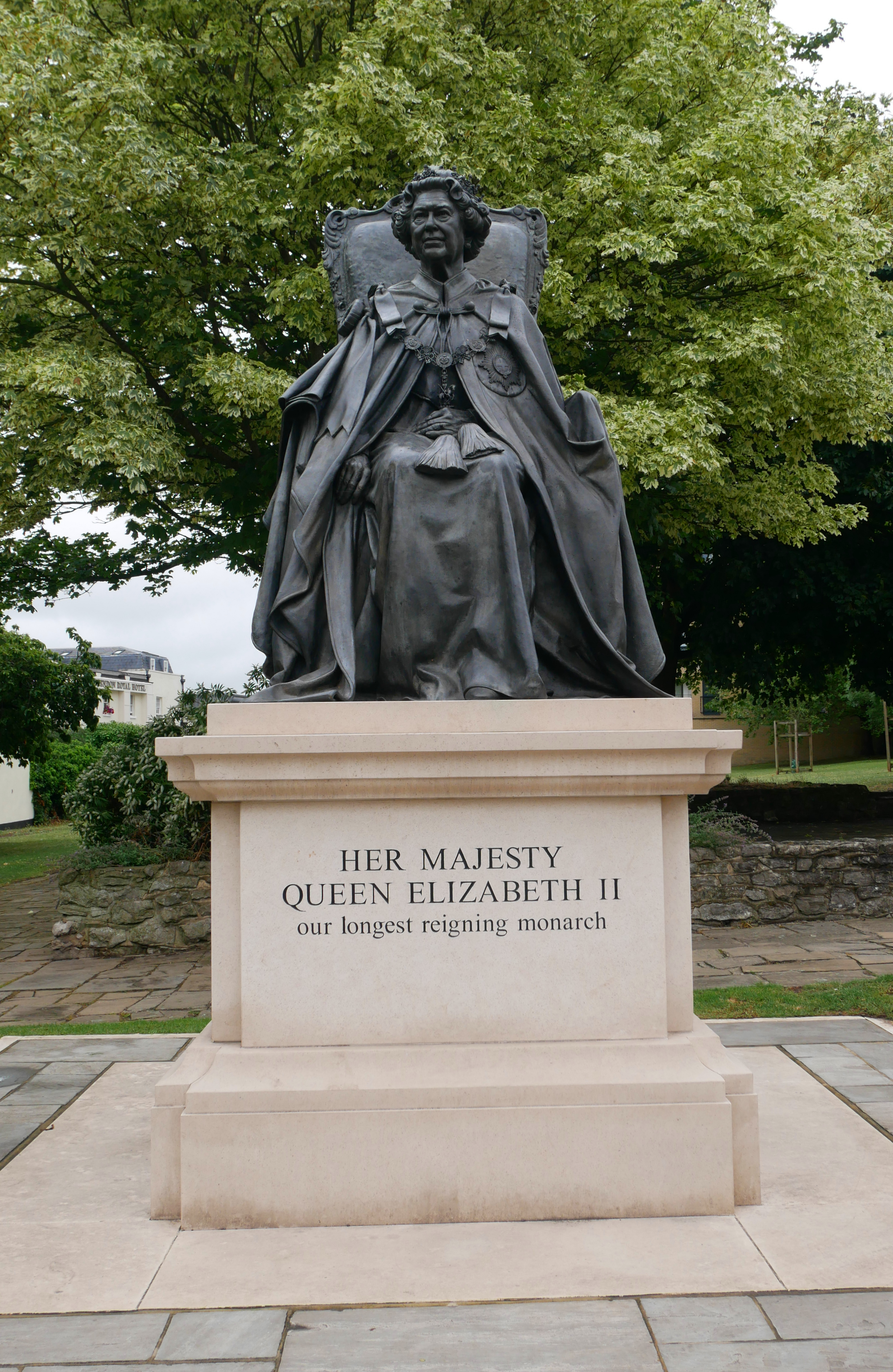
Elisabeth-II.-Statue in Gravesend

Die Elisabeth-II.-Statue ist ein 2018 von dem Bildhauer Douglas Jennings geschaffenes Denkmal, das Elisabeth II. (1926–2022), die Königin des Vereinigten Königreichs Großbritannien und Nordirland sowie von 14 weiteren, als Commonwealth Realms bezeichneten souveränen Staaten darstellt und sich in Gravesend in der Grafschaft Kent in England befindet.

## Geschichte
Die Statue wurde im Jahr 2016 vom Gravesham Council in Auftrag gegeben, um den 90. Geburtstag der Königin zu feiern. Außerdem sollte an das 65. Jahr ihrer Regentschaft erinnernt werden. Mit der Ausführung wurde der englische Bildhauer Douglas Jennings betraut. Die Kosten für die Statue betrugen £225.000, die vollständig von lokalen Unternehmen und Einzelpersonen finanziert wurden. Am 26. Juli 2018 wurde die Statue von  James Langstaff, dem Bischof von Rochester unter Beteiligung weiterer lokaler Persönlichkeiten enthüllt.

## Beschreibung
Die ca. 2,75 Meter hohe Statue von Elisabeth II. wurde aus Bronze gefertigt und wiegt etwa 700 Kilogramm. Die Königin ist in einer späten Phase ihrer Regentschaft dargestellt, sitzt auf einem Sessel, ist reich dekoriert gekleidet (full garter robes) und trägt einen weiten Mantelumhang. Die Elisabeth-II.-Statue in Runnymede zeigt sie in nahezu identischer Kleidung, das Antlitz entspricht dort hingegen einer frühen Lebensphase. Die Statue in Gravesend steht auf einem massiven, ca. 1,52 Meter hohen Steinsockel. Auf der Vorderseite des Sockels befindet sich die Inschrift „HER MAJESTY / QUEEN ELIZABETH II / our longest reigning monarch“.